# Andrés Roig
Andrés Roig Barberá (nacido el 28 de julio de 1999 en Castellón de la Plana, Castellón, España) es un jugador profesional español de baloncesto, que juega de base y actualmente forma parte de la plantilla en el TAU Castelló de la Liga LEB Oro.

## Biografía
Es un jugador formado en las categorías inferiores del TAU Castelló y por donde pasaría por todas las categorías del club y formaría parte de la generación del 99 que consiguió jugar un Campeonato de España cadete, siendo el primer equipo del club que lo conseguía. 
En la temporada 2017-18, con apenas 18 años debutó con el primer equipo en Liga LEB Oro. 
Andrés formaría parte del TAU Castelló "B" de Liga EBA durante 6 temporadas, en la temporada 22-23 anotó 14,3 puntos, cogió 5,6 rebotes y repartió 3,1 asistencias por partido para valorar una media de 18,7.
El 30 de julio de 2023, es confirmado como jugador de la primera plantilla del TAU Castelló para disputar la Liga LEB Oro.